# Steinbach, Manitoba
Steinbach är en ort i Kanada.   Den ligger i provinsen Manitoba, i den sydöstra delen av landet, 1 600 km väster om huvudstaden Ottawa. Steinbach ligger 263 meter över havet och antalet invånare är 9 607.
Terrängen runt Steinbach är platt. Runt Steinbach är det glesbefolkat, med 10 invånare per kvadratkilometer.. Steinbach är det största samhället i trakten.
Trakten runt Steinbach består till största delen av jordbruksmark.